# Charles-James N. Bailey
Charles-James Nice Bailey (* 2. Mai 1926 in Middlesboro, Kentucky; † 7. April 2023) war ein US-amerikanischer Sprachwissenschaftler und Hochschullehrer.

## Leben und Wirken
Charles-James N. Bailey studierte zunächst ab 1950 Klassische Philologie an der Harvard University und legte dort 1950 sein Bachelor-Examen ab. Anschließend studierte er Theologie an den Universitäten Basel, Florenz, Cambridge und erwarb dann 1955 an der Harvard University den Magistergrad. 1963 promovierte er im Fach Theologie an der Vanderbilt University. Sein Studium setzte er dann im Fach Sprachwissenschaft bzw. Linguistik (Indogermanistik) fort und zwar an der University of Chicago, wo er 1966 den Magistergrad erwarb und 1969 zum Ph.D. promovierte. Seine Hochschullehrertätigkeit auf dem Gebiet der Linguistik begann 1968 an der University of Hawaiʻi at Mānoa. 1971 wechselte er an die Georgetown University und 1973 an die University of Michigan. Im Jahre 1974 wurde er Professor für englische und allgemeine Linguistik an der Technischen Universität Berlin und lehrte dort bis zum Eintritt in den Ruhestand 1991.
Gastprofessuren übernahm Bailey an der University of Michigan (1973), der Witwatersrand-Universität (1976), der Hebräischen Universität Jerusalem (1986) und der Universität von Brunei Darussalam (1990).
Bailey veröffentlichte zahlreiche Arbeiten zur Linguistik der englischen Sprache.

## Veröffentlichungen (Auswahl)
- Variation and linguistic theory. Center for Applied Linguistics, Arlington, Va. 1973, ISBN 0-87281-032-1.
- (Hrsg., mit Roger W. Shuy): New ways of analyzing variation in English. Georgetown University Press, Washington, D.C. 1973, ISBN 0-87840-205-5.
- (Hrsg., mit Roger W. Shuy): Towards tomorrow's linguistics. Georgetown University Press, Washington, D.C. 1974, ISBN 0-87840-204-7.
- On the Yin and Yang Nature of Language. Karoma Publ., Ann Arbor 1982, ISBN 0-89720-060-8.
- (mit Karl Maroldt): Grundzüge der englischen Phonetologie. Allgemeine Systematik (= Arbeitspapiere zur Linguistik, Bd. 16). Univ.-Bibl. d. Techn. Univ., Abt. Publ., Berlin 1983, ISBN 3-7983-0893-4.
- Wrights and wrongs in teaching English. A vademecum (= Arbeitspapiere zur Linguistik, Bd. 17). Inst. für Linguistik, Techn. Univ., Berlin 1983, ISBN 3-7983-0895-0.
- Aufsätze und andere Materialien zum Sprachunterricht. Phonetik und historische Linguistik (= Arbeitspapiere zur Linguistik, Bd. 21). Inst. für Linguistik, Techn. Univ., Berlin 1984, ISBN 3-7983-1021-1.
- (Hrsg., mit Roy Harris): Developmental mechanisms of language. Pergamon Press, Oxford 1985, ISBN 0-08-030868-6.
- English phonetic transcription. Bookstore, Summer Inst. of Linguistics, Dallas, Tex. 1985, ISBN 0-88312-000-3.
- Essays on time-based linguistic analysis. Clarendon Press, Oxford 1996, ISBN 0-19-824220-4.

Außerdem zahlreiche Aufsätze in Fachzeitschriften und in der Schriftenreihe "Arbeitspapiere zur Linguistik" der TU Berlin.
Festschrift
- Jerold A. Edmondson (Hrsg.): Development and diversity. Language variation across time and space. A Festschrift for Charles-James N. Bailey. Summer Inst. of Linguistics, Dallas, Tex. 1990, ISBN 0-88312-800-4.